# Harakers församling
Harakers församling var en församling i Västerås stift och i Västerås kommun i Västmanlands län. Församlingen uppgick 2006 i Norrbo församling.

## Administrativ historik
Församlingen har medeltida ursprung.
Församlingen utgjorde till 1962 ett eget pastorat för att därefter till 2006 vara annexförsamling i pastoratet Skultuna, Romfartuna och Haraker. Församlingen uppgick 2006 i Norrbo församling.

## Kyrkor
- Harakers kyrka